# (16997) Garrone
(16997) Garrone (1999 CO32) – planetoida z pasa głównego asteroid okrążająca Słońce w ciągu 3,4 lat w średniej odległości 2,26 j.a. Odkryta 10 lutego 1999 roku.